# Norrbottensteatern

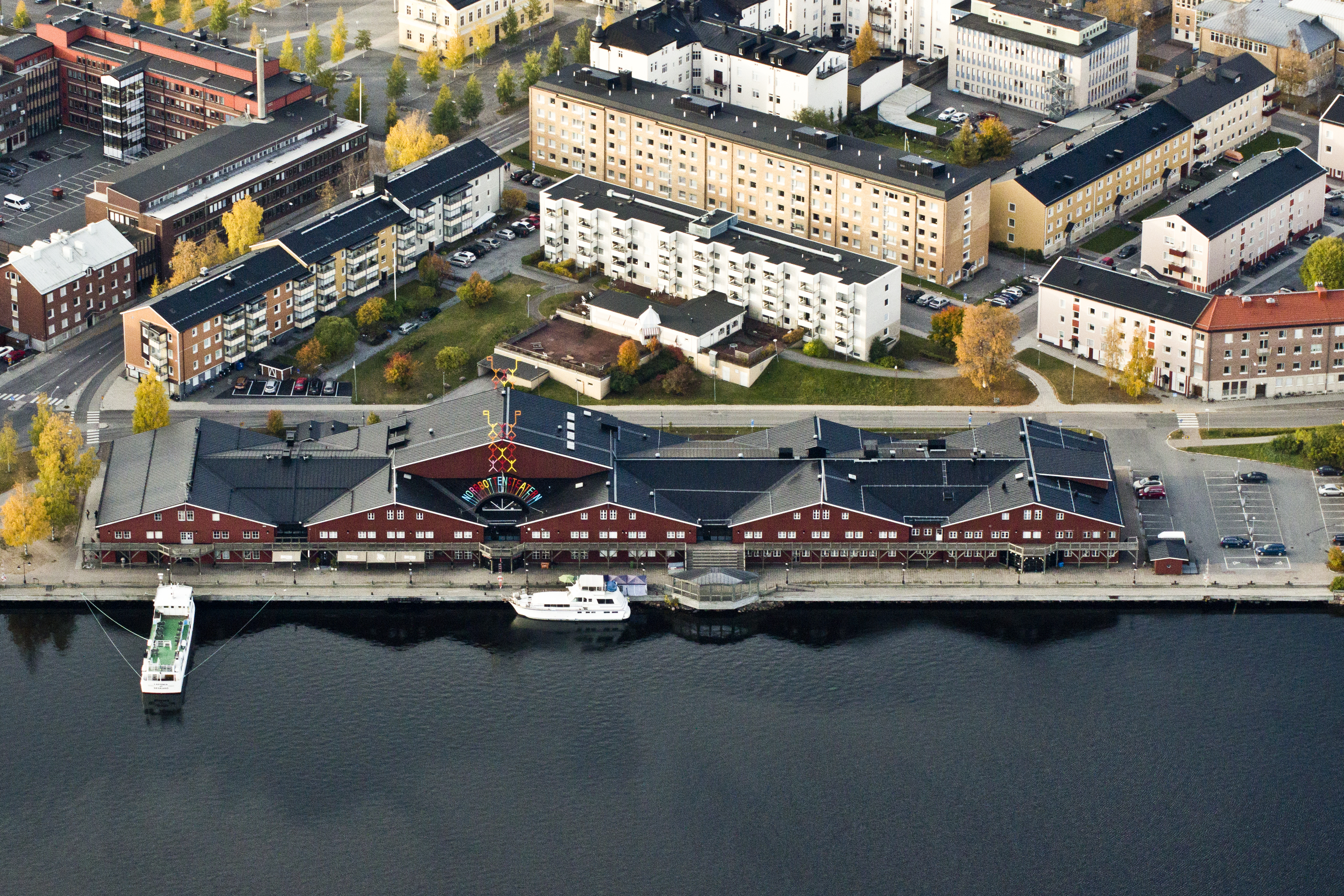
Flygfoto på Norrbottensteatern

Norrbottensteatern, startad 1967, är Sveriges första länsteater. Den fasta scenen finns i Norra hamn i Luleå. Teatern stiftades av Norrbottens läns landsting och Luleå kommun.
Teaterhuset i Norra hamn invigdes 1986. Huset ritades av Hans Tirsén.

## Teaterchefer
- George Fant 1967–1972
- Åke Lagergren 1972–1975
- Christian Lund 1975–1978
- Folke Asplund 1978–1988
- Rolf Degerlund 1988–2001
- Elisabeth G. Söderström 2001–2004
- Erik Kiviniemi 2004–2008
- Karin Enberg 2008–2015
- Elisabeth Lax 2015–2017
- Alexander Öberg 2017–2018
- Mats Pontén 2018–2021
- Gunilla Röör 2021–

## Kända skådespelare
- Sara Arnia
- Anna Azcárate
- Margareta Gudmundson
- Jarl Lindblad
- Jacob Nordenson
- Mats Pontén
- Lotta Ramel
- Johan Ulveson
- Sven Wollter - gästspel 2005 och 2015
- Staffan Westerberg - flera gästspel

## Urval av föreställningar
- Pjäsen om Norrbotten av Gunnar Ohrlander
- En kvinna av Dario Fo
- Lev och minns av Valentin Rasputin
- En uppstoppad hund av Staffan Göthe
- Revisorn av Nikolaj Gogol
- Dagning röd av Bengt Pohjanen
- En fröjdefull jul av Alan Ayckbourn
- Pite 55 av Staffan Westerberg
- Populärmusik från Vittula  av Mikael Niemi
- Vietaskuppen   av Mikael Niemi
- Ronja Rövardotter av Astrid Lindgren
- Man ska ju vara två  av Erik Norberg
- Snövit  av Håkan Bjerking oThomas Orup Eriksson
- Alla älskar Norman av Alan Ayckbourn
- Natten är dagens mor av Lars Norén
- Evigt Ung  av Klas Abrahamsson o Erik Gedeon
- I sista minuten av Carin Mannheimer
- La cage aux folles av Harvey Fierstein o Jerry Herman
- När vinterns stjärnor lyser här av Mona Mörtlund och Ninna Tersman
- Barn och deras barn av Rasmus Lindberg
- Måste hem innan det blir mörkt av Camilla Blomqvist
- Avgörande ögonblick av Rasmus Lindberg
- Cabaret av Fred Ebb o John Kander
- Ingvar  av Klas Abrahamsson o Erik Gedeon